# Ларс Фредрік Нільсон
Ларс Фредрік Нільсон (швед. Lars Fredrik Nilson; * 27 травня 1840, Шенберг — † 14 травня 1899, Стокгольм) — шведський хімік.
В 1866 році закінчив Упсальський університет, після чого працював там же асистентом. З 1878 р. — професор по кафедрі аналітичної хімії. В 1882 році обійняв посаду директора дослідних полів у сільськогосподарської академії у Стокгольмі.
Основні роботи Нільсона пов'язані з вивченням рідкісних елементів. У 1879 р. він відкрив елемент — скандій. Окрім того він ізолював чистий торій (1883), а також титан (1887) відновленням їх хлоридів металевим натрієм в сталевому автоклаві. Визначив атомну масу Берилію, що дозволило остаточно віднести його до другої групи періодичної системи елементів.
Нільсон займався також дослідженням спектрів поглинання рідкісних елементів.
В області сільськогосподарської хімії Нільсон працював над застосуванням мінеральних добрив, культурою буряків в Швеції, досліджував гумус і кормові рослини.